# Anell autoregenerable

SHR senzill i intacte

SHR amb un enllaç danyat

SHR amb dos enllaços danyats, dividint-lo en dos subanells no connectats, però funcionals.

Un anell autoregenerable, (en anglès: self-healing ring, o SHR), és un terme de telecomunicacions per a una topologia de xarxa de bucle, una configuració comuna en sistemes de transmissió de telecomunicacions.
Igual que els sistemes de distribució de carreteres i aigua, s'utilitza un bucle o anell per proporcionar redundància. Els sistemes SDH (Synchronous Digital Hierarchy), SONET (Synchronous Optical NETworking) i WDM (Wavelength Division Multiplexing) sovint es configuren com a anells d'autocuració.

## Descripció
El sistema consisteix en un anell d'enllaços bidireccional entre un conjunt d'estacions, normalment s'empra comunicacions de fibra òptica. En ús normal, el trànsit es distribueix en la direcció del camí més curt fins al seu destí. En cas de pèrdua d'un enllaç, o d'una estació sencera, les dues estacions supervivents més properes "recorren" els seus extrems de l'anell. D'aquesta manera, el trànsit encara pot fluir a totes les parts supervivents de l'anella, encara que hagi de fer el "camí llarg".
Una segona ruptura de l'anell pot dividir-lo en dos subanells, però en aquest cas cada subanell continua sent funcional.

## Avantatges
Els anells autoregenerables proporcionen alts nivells de resiliència a baix cost perquè sovint és fàcil, des d'una perspectiva geogràfica, agafar múltiples camins pel paisatge i connectar-los en un anell amb molt poca longitud de fibra addicional.
Els cables de comunicacions submarins més nous se solen construir en parells per funcionar com un anell autoregenerable.
Els sistemes de molt alta resistència es construeixen generalment sobre malles interconnectades d'anells autoregenerables.
Un altre exemple de tecnologia de xarxa d'anell d'autoregenerable és la xarxa d'àrea local Fiber Distributed Data Interface (FDDI).
Resilient Packet Ring (RPR) és una nova tecnologia per a xarxes d'anell de commutació de paquets autoregenerables.